# Antho bakusi
Antho bakusi är en svampdjursart som beskrevs av Thomas Robertson Sim och Lee 1998. Antho bakusi ingår i släktet Antho och familjen Microcionidae.
Artens utbredningsområde är havet utanför Sydkorea. Inga underarter finns listade i Catalogue of Life.